# The Voidz
 (juillet 2024).
La mise en forme du texte ne suit pas les recommandations de Wikipédia : il faut le « wikifier ».
Les points d'amélioration suivants sont les cas les plus fréquents. Le détail des points à revoir est peut-être précisé sur la page de discussion.
- Les titres sont pré-formatés par le logiciel. Ils ne sont ni en capitales, ni en gras.
- Le texte ne doit pas être écrit en capitales (les noms de famille non plus), ni en gras, ni en italique, ni en « petit »…
- Le gras n'est utilisé que pour surligner le titre de l'article dans l'introduction, une seule fois.
- L'italique est rarement utilisé : mots en langue étrangère, titres d'œuvres, noms de bateaux, etc.
- Les citations ne sont pas en italique mais en corps de texte normal. Elles sont entourées par des guillemets français : « et ».
- Les listes à puces sont à éviter, des paragraphes rédigés étant largement préférés. Les tableaux sont à réserver à la présentation de données structurées (résultats, etc.).
- Les appels de note de bas de page (petits chiffres en exposant, introduits par l'outil «  Source ») sont à placer entre la fin de phrase et le point final[comme ça].
- Les liens internes (vers d'autres articles de Wikipédia) sont à choisir avec parcimonie. Créez des liens vers des articles approfondissant le sujet. Les termes génériques sans rapport avec le sujet sont à éviter, ainsi que les répétitions de liens vers un même terme.
- Les liens externes sont à placer uniquement dans une section « Liens externes », à la fin de l'article. Ces liens sont à choisir avec parcimonie suivant les règles définies. Si un lien sert de source à l'article, son insertion dans le texte est à faire par les notes de bas de page.
- La présentation des références doit suivre les conventions bibliographiques. Il est recommandé d'utiliser les modèles {{Ouvrage}}, {{Chapitre}}, {{Article}}, {{Lien web}} et/ou {{Bibliographie}}. Le mode d'édition visuel peut mettre en forme automatiquement les références.
- Insérer une infobox (cadre d'informations à droite) n'est pas obligatoire pour parachever la mise en page.

Pour une aide détaillée, merci de consulter Aide:Wikification.
Si vous pensez que ces points ont été résolus, vous pouvez retirer ce bandeau et améliorer la mise en forme d'un autre article.
The Voidz (anciennement Julian Casablancas + The Voidz) est un groupe de rock américain. Il est composé de Julian Casablancas (chant), Jeramy "Beardo" Gritter (guitare), Amir Yaghmai (guitare), Jacob "Jake" Bercovici (basse, synthétiseurs), Alex Carapetis (batterie) et Jeff Kite (claviers),.
Tyranny, leur premier album, a atteint la 50ème place dans la liste des 50 meilleurs albums de NME en 2014.

## Histoire

### Formation, Tyranny(2013-2016)
Jeff Kite, Alex Carapetis et Jake Bercovici avaient tous déjà travaillé avec Casablancas. Kite et Carapetis sont apparus dans le cadre du groupe live Sick Six (qui comprenait également Danielle Haim), qui a soutenu Casablancas lors de la tournée de son premier album solo, Phrazes for the Young. Kite et Carapetis, avec Bercovici, ont également travaillé sur "I Like the Night", une chanson enregistrée par Casablancas dans le cadre d'une campagne publicitaire qu'il a dirigée pour la marque française Azzaro.
Casablancas a aimé travailler avec le groupe et a choisi de collaborer avec d'autres musiciens, dans un format similaire aux Sick Six, lors de l'enregistrement de son prochain album. Casablancas, Carapetis, Bercovici et Kite, ainsi que leurs amis communs Jeramy Gritter et Amir Yaghmai, ont formé The Voidz et ont commencé à écrire de la musique ensemble,.
Alors connu sous le nom de Julian Casablancas + The Voidz, le groupe a signé sur le label de Casablanca, Cult, et après une apparition au Festival SXSW, le groupe a entrepris une tournée internationale entre 2014 et 2015, incluant Lollapallooza aux États-Unis et des festivals au Chili, au Brésil et en Argentine. Le premier album du groupe, Tyranny, est sorti le 23 septembre 2014. Les sets live du groupe consistent généralement en un mélange de chansons solo antérieures de Casablancas, de reprises de chansons de Strokes écrites uniquement par Casablancas, de collaborations avec des artistes (comme " Instant Crush " de Daft Punk et "Little Girl" de Sparklehorse & Danger Mouse), ainsi que leur propre matériel original de Tyranny et Virtue.

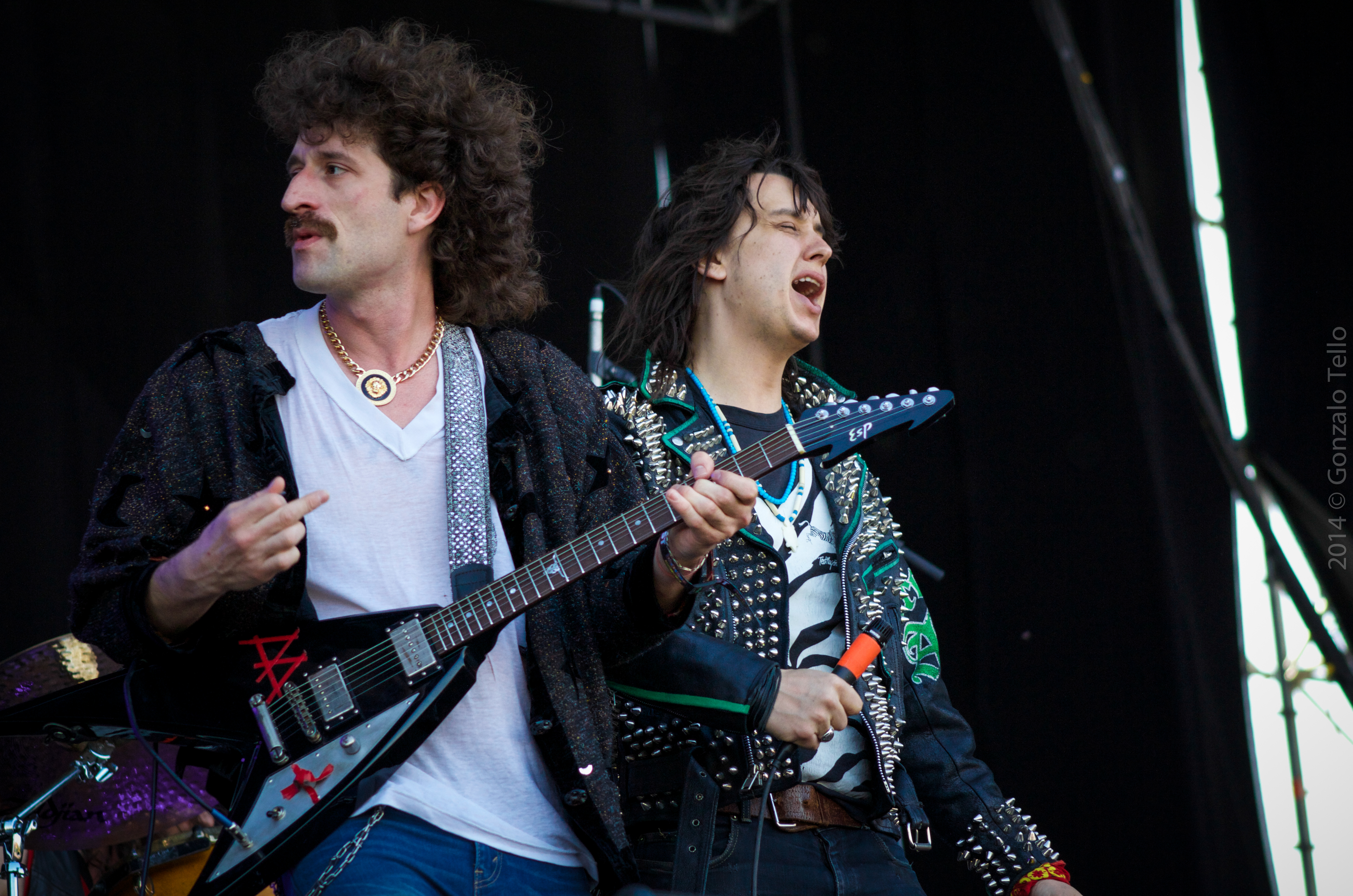
Avec Jeramy "Beardo" Gritter de The Voidz (anciennement de Whitestarr) à Lollapalooza Chili, 2014

### Virtue(2017-2019)
Leur album Virtue est sorti en 2017, sur Cult Records via RCA.

### Singles etLike All Before You(2019-présent)
En 2019, The Voidz a collaboré avec Mac DeMarco qui a produit deux chansons, « Did My Best » et « The Eternal Tao », sorties plus tard en single sur Terrible Records. En décembre 2020, ils ont sorti le single « Alien Crime Lord » pour promouvoir la mise à jour Cayo Perico Heist de Grand Theft Auto Online. En 2021, une version retravaillée de « The Eternal Tao » appelée « The Eternal Tao 2.0 » est sortie, avec une sortie étendue contenant des paroles similaires à la chanson de Strokes « The Adults Are Talking ».
Le 12 mai 2023, The Voidz figurait dans la chanson de Daft Punk « Infinity Repeating (2013 Demo) ». Deux semaines plus tard, le 26 mai, ils sortent le single « Prophecy of the Dragon ». Le single suivant "Flexorcist" est sorti en octobre de la même année. Ils ont sorti le single « All The Same » le 21 février 2024, qui était auparavant une démo qu'ils jouaient en live depuis 2020.
Le 4 juillet 2024, les Voidz dévoilent le titre de leur troisième album Like All Before You, qui sortira en septembre 2024. Une bande-annonce de l'album est sortie sur YouTube, aux côtés de "Overture", un single instrumental de l'album.

## Membres du groupe
- Julian Casablancas – chant, vocodeur, sampler, guitare
- Jeramy "Beardo" Gritter - guitare, claviers
- Amir Yaghmai – guitare, claviers
- Jacob "Jake" Bercovici - basse, claviers
- Alex Carapetis – batterie, percussions, basse
- Jeff Kite – claviers

## Discographie

### Albums studios
- Tyranny (2014)
- Virtue (2018)
- Like All Before You (2024)